# Fourneaux-le-Val
Fourneaux-le-Val é uma comuna francesa na região administrativa da Normandia, no departamento Calvados. Estende-se por uma área de 5,38 km². Em 2010 a comuna tinha 161 habitantes (densidade: 29,9 hab./km²).